# Nicolai Mejdell (skulptör)
Nicolai Mejdell, född 12 juli 1877 i Kristiania, död 23 november 1957, var en norsk skulptör. Han var son till Glør Thorvald Mejdell. 
Mejdell var elev av sin morbror Stephan Sinding som 1893–1895 var bosatt i Kristiania. Han hade till specialitet träsnideri av dekorativ karaktär och utförde bland annat altarprydnad med figurer i Borgunds och Ålesunds kyrkor.